# Högbroforsmålet
Högbroforsmålet (Högbroforsaffären) var en rättsprocess som inleddes 1932 mot Torsten Kreuger som dömdes till straffarbete för bedrägeri i samband med Högbroforsens Industriaktiebolags konkurs samt den därpå långa kampanj Kreuger drev för att försöka övertyga allmänheten om att han var oskyldigt dömd. Högbroforsmålet var under lång tid mycket uppmärksammat och kritiserat. Författaren Sven Stolpe beskrev det som "en svensk Dreyfus-skandal". 

## Bakgrund
Högbroforsens Industriaktiebolag var under 1920-talet en del av Ivar Kreugers företagsgrupp. Denne ombad sin bror Torsten att rationalisera bolaget och utsåg denne till verkställande direktör. Bolaget bedrev industriverksamhet i form av trämassetillverkning i Högbroforsen strax norr om Östersund. På hösten 1922 träffades avtal mellan bolaget och AB Mälarebanken om ett obligationslån på 4 miljoner kronor för att finansiera nödvändiga investeringar. Bolagets anläggningstillgångar fungerade som säkerhet för den största delen av lånet och AB Kreuger & Toll ställde upp med borgen på 1,5 miljoner kronor avseende en serie av obligationerna.  
Högbroforsens verksamhet gick dåligt under hela 1920-talet p.g.a. den låga prisnivån. Från 1920 till 1927 hade priset på ett ton trämassa sjunkit från 232 kr till cirka 47 kr. Anklagelserna mot Kreuger kom sedermera att gå ut på att detta förhållande dolts för allmänheten genom en vilseledande bokföring. Den främsta åtalspunkten hänförde sig till att kapitaltillskott från AB Kreuger & Toll eller andra bolag i koncernen redovisades som rörelseintäkter ("vinst å trämassa") och därmed gav felaktigt intryck av att verksamheten var lönsam. Enligt åtalet innebar detta att de som tecknat eller därefter köpt obligationerna fått sämre säkerhet för sina fordringar än om redovisningen varit korrekt och att de därmed drabbats av förlust (skada). Den påstådda förlusten bestod alltså i att obligationerna var förenade med en större risk än vad redovisningen gav vid handen och att de som förvärvat obligationerna inte skulle ha gjort det - i vart fall inte till samma pris - om redovisningen hade varit korrekt. Torsten Kreuger avgick ur styrelsen redan 1929 men kvarstod formellt till den 10 december 1930, efter att den faktiska ledningen av Högbroforsen ett halvår tidigare övergått till det av Ivar Kreuger nybildade Svenska Cellulosabolaget (SCA) med dess dåvarande direktör Torsten Hèrnod. Den sista balansräkning som Kreuger undertecknade var den för 1929.  
I februari 1932 överlämnade den dåvarande VD:n i Högbroforsen, Sundfeldt, till styrelsen ett förslag till balansräkning som visade ett överskott på 5,55 miljoner kronor i tillgångar, vilket också upptagits i förvaltningsberättelsen från den 26 mars. Efter Ivar Kreugers död den 12 mars fann dock SCA-styrelsen att läget var helt förändrat. Men först hölls en ordinarie bolagstämma, varvid styrelsen beviljades ansvarsfrihet på grundval av en mycket stark balansräkning. Stämman ajournerades sedan till den 6 maj, då en ny balansräkning lades fram i vilket kapitalet ansågs förbrukat. En ny styrelse valdes för att den 12 maj samma år begära bolaget i konkurs, trots att det vid den tidpunkten inte fanns någon förfallen skuld.  I konkursen blev obligationslånet nödlidande. Den pantvårdande banken, som nu var Svenska Handelsbanken, vägrade att ansvara för obligationslånet, som därmed blev nödlidande. 
För att undslippa ansvar förnekade nu Cellulosabolaget, där Handelsbanken var huvudägaren, att man övertagit Högbroforsen, trots att man under 1931 punktligt fullgjort räntebetalningar och amorteringar på obligationslånet. Enligt Cellulosabolaget och Handelsbanken var det Ivar Kreugers sterbhus som ägde Högbroforsen. Äganderätten till aktierna skulle lätt kunna fastställas genom att studera de fysiska aktiebreven, men i juli 1935, dvs. 6 år innan Högbroforsens och 7 år innan Kreuger & Tolls konkurser var avslutade och kort före Torsten Kreugers första resningsansökan förmaldes dessa "vid Nykvarns Bruk under betryggande kontroll".

## Rättslig prövning
Under hösten 1932 inleddes vid Stockholms Rådhusrätt en serie rättegångar mot Kreuger som av konkursförvaltaren stämts för bland annat bedrägeri och bokföringsbrott. Torsten Kreuger dömdes av rådhusrätten till 3,5 års straffarbete för bedrägeri, falsk bokföring samt vårdslöshet mot borgenärer. Svea Hovrätt höjde straffet till 4 års straffarbete. I december 1933 dömde Högsta Domstolen Kreuger till 1 års straffarbete för bedrägeri mot allmänheten, men frikände honom från ansvar för konkursförbrytelser. 
Av totalt 26 åtalspunkter återstod således en enda. De sju justitieråden i HD företrädde fem olika uppfattningar, alltifrån totalt frikännande till en skärpning av domen. Under tiden för hela domstolsprocessen hade Torsten Kreuger suttit häktad i Stockholms Rannsakningsfängelse i 14 månader men fick endast 6 månader och 15 dagar avräknade från straffet som han avtjänade på Långholmens fängelse. Under hela den långa häktningstiden satt han isolerad och saknade möjlighet att försvara sig. Vidare blev samtliga hans tillgångar belagda med kvarstad, vilket fick förödande konsekvenser för hans ekonomiska situation.
Många har kritiserat domen. Bland annat har anförts att Kreuger saknat erforderligt uppsåt och att han inte heller haft något motiv till den förment brottsliga gärningen, eftersom han var mångmiljonär redan vid första världskrigets slut. Vidare har anförts att de som förvärvat obligationer inte drabbats av någon skada till följd av redovisningen eftersom säkerheten skulle ha varit betryggande och eftersom de skulle ha förvärvat obligationerna till samma pris, även om de känt till att rörelsen gick med förlust (Ivar Kreuger stod ju bakom!). Dessutom har påståtts att de dåvarande redovisningsreglerna tillät att kapitaltillskott bokfördes som rörelseintäkter och att bokföringen därför juridiskt sett var korrekt.

## Efterspel
Efter avtjänat straff sökte Kreuger resning men en enig Högsta Domstol avslog i december 1936 hans ansökan. Samtidigt lät Kreuger, genom sin bulvan AB Dala (som ägde ett antal Högbroforsenobligationer), stämma Svenska Handelsbanken (som 1926 övertagit Mälarebankens verksamhet) med krav på skadestånd. Man påstod att obligationslånen skulle blivit säkerställda om banken hade agerat bättre då problemen i Högbroforsen uppdagades i början av 1931. Talan ogillades i samtliga instanser.
Torsten Kreuger drev under 1940- och 1950-talen en lång kampanj mot Svenska Handelsbanken, familjen Bonnier och den svenska socialdemokratin. Kampanjen drev Kreuger bland annat i de tidningar han själv kontrollerade. Torsten Kreuger fick här under lång tid hjälp och stöd av den omstridde och stridslystne socialdemokratiske juris professorn och riksdagsmannen Vilhelm Lundstedt. Sammanlagt inkom Torsten Kreuger med fyra resningsansökningar, varav den sista inkom 1960. Till sin hjälp med den sista av dessa hade han advokaten Henning Sjöström, som 1958 sammanfattade sina rön i boken "Bankvälde och domstolsprestige".